# انتقاد ويكيبيديا
تُعدّ ويكيبيديا أكبر مشروع موسوعة قائمة على الإنترنت، تعتمد على نظام الويكي. تسمح للمستخدمين بتعديل وإضافة محتوياتها (مقالاتها). تثار الشكوك حول مصداقية معلومات ويكيبيديا، حيث أن محرري الموسوعة ليسوا متخصصين بالضرورة، وربما يكون هدفهم في بعض الأحيان التخريب، أو التأثير على الرأى العام، أو تزوير حقائق عن المواضيع النزاعية.
بالرغم من ذلك تشهد بعض الدراسات العلمية بمستوى عال من الوثوقية في محتوى ويكيبيديا وخاصة النسخة الإنجليزية فقد أوضحت دراسات من دورية نيتشر ومعهد ام اي تي أن محتوى ويكيبيديا لا يقل كفاءة عن محتوى موسوعات متخصصة مثل بريتانيكا.

## نموذج الويكي
إن نظام الويكي الذي تعتمد عليه ويكيبيديا قد كان سبباً لمدحها وذمها في نفس الوقت؛ فقد ساعد هذا النظام على زيادة محتويات الموسوعة في وقت قصير، وجعلها أكبر عمل موسوعي على الإنترنت، لكن في نفس الوقت يسمح هذا النظام للمستخدمين بإضافة ما يحلو لهم من معلومات مضللة أو غير دقيقة أو غير صحيحة في بعض الأحيان، ولهذا فالكثير من الأكادميين والباحثين وأيضاً محرري موسوعات أخرى ينتقدون ويكيبيديا كعمل موسوعي يمكن الاستناد إليه.
عدم موثوقية معلومات ويكيبيديا دفعت لاري سانجر الذي كان أحد مؤسسي الموسوعة إلى إعلان نقده لويكيبيديا، وبدأ مشروع موسوعة سيتيزنديوم التي تعتمد على نفس نظام الويكي لكنها لا تسمح للمستخدمين غير المسجلين بتحرير محتوياتها، وتعتمد على متخصصين.[بحاجة لمصدر]

## صور النبي محمد
عرضت ويكيبديا الإنجليزية والفرنسية صورًا تصور شخص الرسول محمد بن عبد الله. أثار هذا حفيظة الكثير من المسلمين، حيث أنه في التشريع الإسلامي لا يجوز تصوير شخصية الرسول أو الصحابة المقربين. شكلت حملة إلكترونية تدعو إلى حذف هذه الصور. لكن ويكيبيديا رفضت ذلك.

## مواضيع متعلقة
- تاريخ ويكيبيديا